# Tal der Könige

Tal der Könige (April 2019)

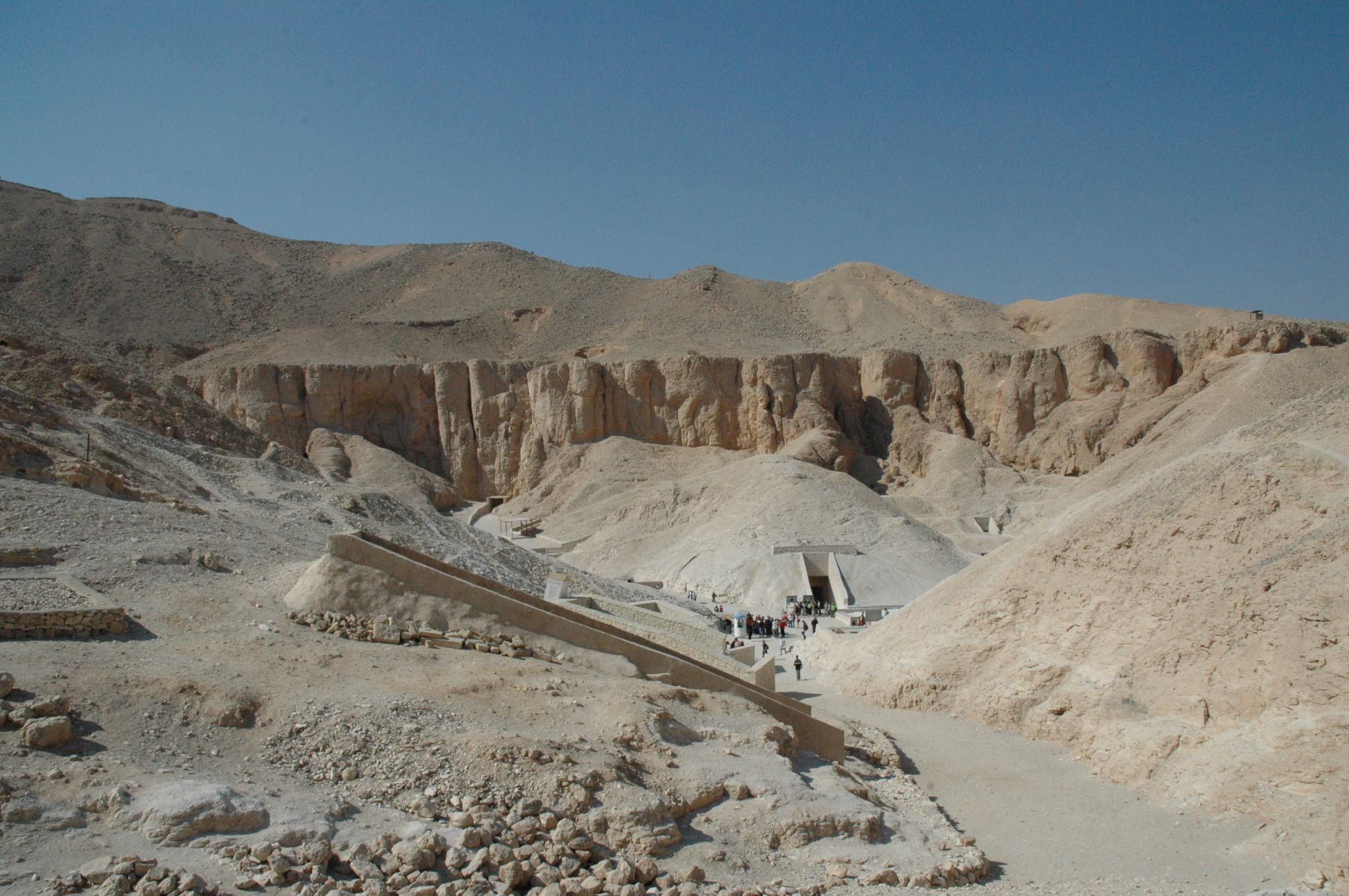
Das Tal der Könige

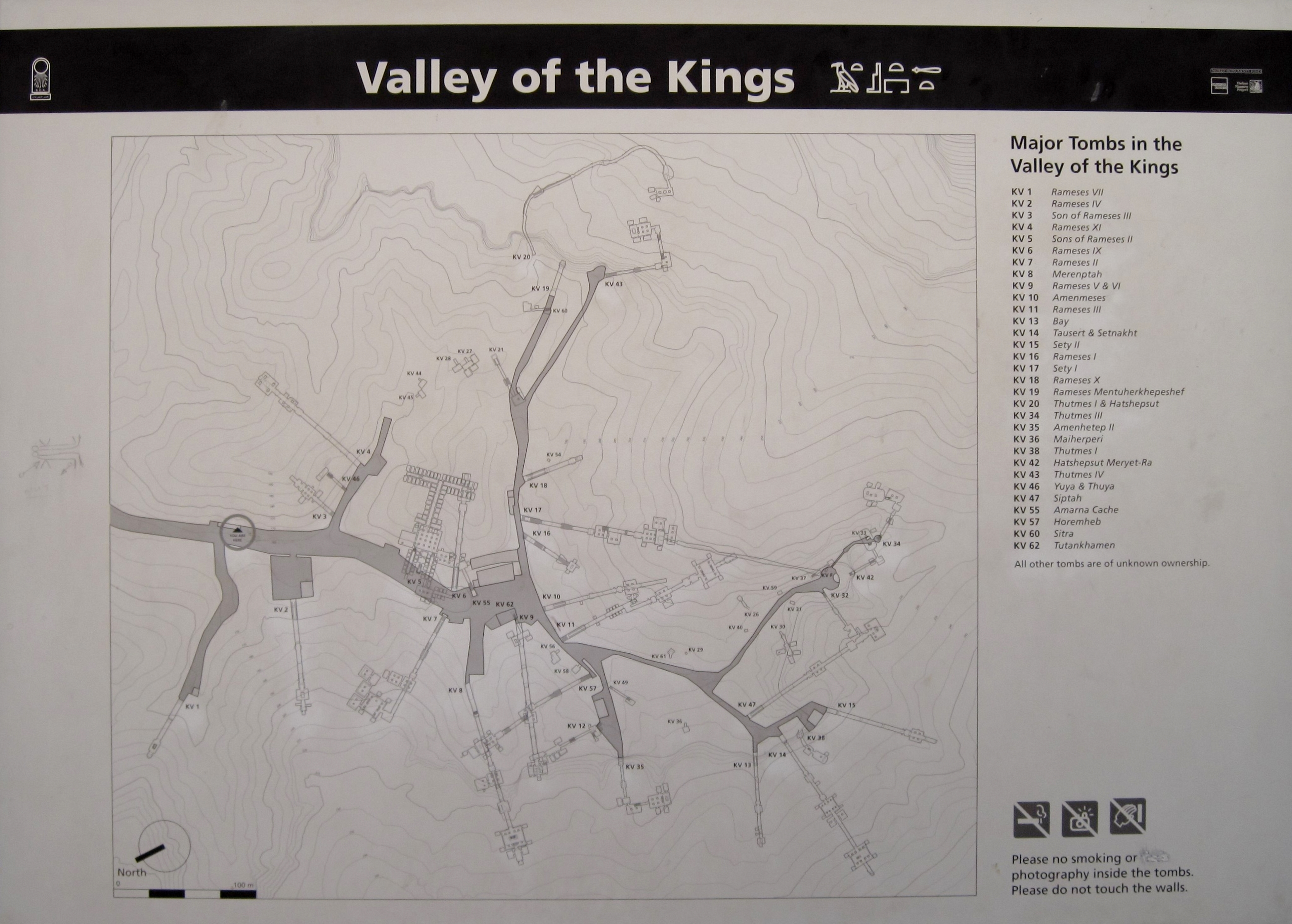
Lageplan des Tals der Könige (2009)

Das Tal der Könige (arabisch وادي الملوك, DMG Wādī al-Mulūk; auch Wadi el-Muluk, Bibân el-Molûk, Biban el-Muluk) – gelegen in der Nähe des altägyptischen Theben, heute etwa 5 km nordwestlich des Zentrums der oberägyptischen Stadt Luxor – war eine Nekropole im Alten Ägypten, in der bis heute 64 Gräber und Gruben aufgefunden wurden. „KV65“ ist eine Radaranomalie, die als Grab gedeutet wird, aber bis heute nicht weiter untersucht wurde. Altägyptisch wurde das Tal der Könige als Sechet-aat (Sḫt ˁ3t), „großes Feld“, bezeichnet.
Im Tal der Könige sind insbesondere die Gräber der Herrscher des Neuen Reichs (ca. 1550 bis 1069 v. Chr., 18. bis 20. Dynastie) zu finden. Das Tal befindet sich in Theben-West, gegenüber von Karnak, am Rand der Wüste und ist gesäumt von hohen Bergen, namentlich von der natürlichen Felspyramide el Korn oder el-Qurn („das Horn“). Nahezu das gesamte Gebiet von Theben-West bildet eine riesige Nekropole. Südlich davon liegt das Tal der Königinnen und dazwischen die Nekropolen Dra Abu el-Naga, el-Chocha, al-Asasif, Deir el-Bahari, Scheich Abd el-Qurna, Qurnet Murrai und Deir el-Medina mit den „Gräbern der Noblen“.
Trotz jahrtausendelanger Aktivität von Grabräubern und Plünderern lieferte das Tal der Könige den Ägyptologen der Neuzeit noch zahlreiche höchst wertvolle Grabungsfunde. Unter anderem wurde hier im Jahr 1922 von Howard Carter das weitgehend unversehrte Grab des Tutanchamun (KV62) entdeckt.

## Geschichte

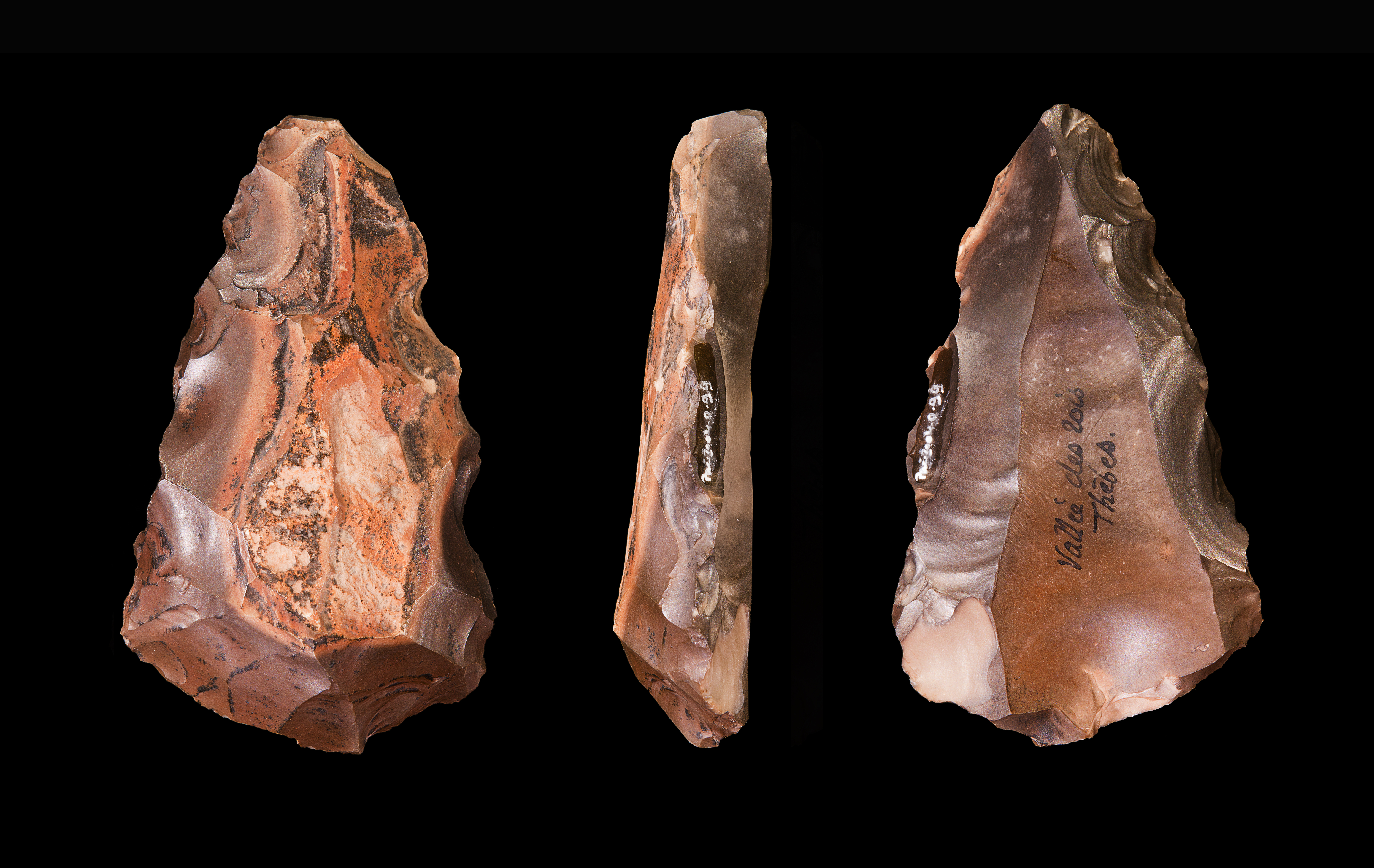
Feuersteinkern (im Museum von Toulouse)

Verschiedene Orte des Tals der Könige wurden mindestens seit der mittleren Altsteinzeit von Menschen besiedelt.

### Altertum

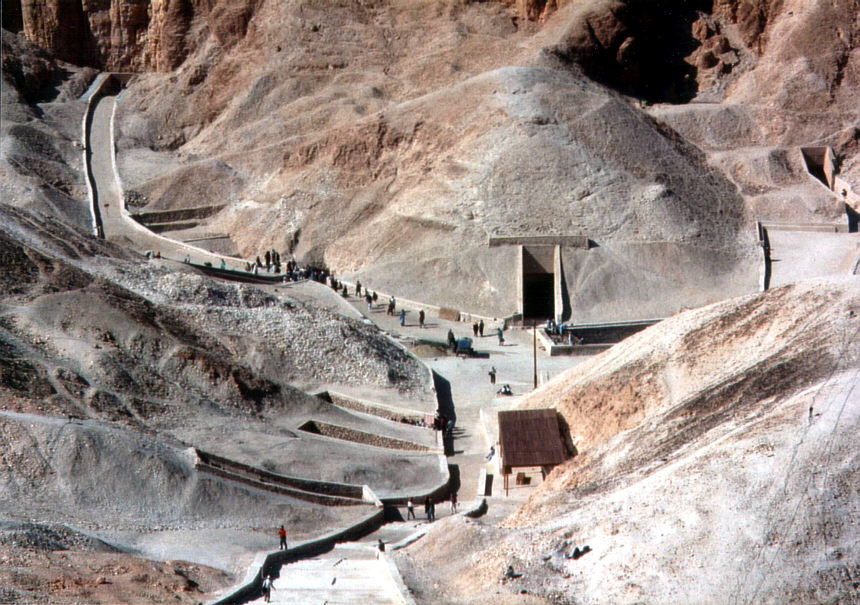
Halbtotale des Tals

Die Gegend von Theben wurde bereits während der Ersten Zwischenzeit als königliche Nekropole genutzt.

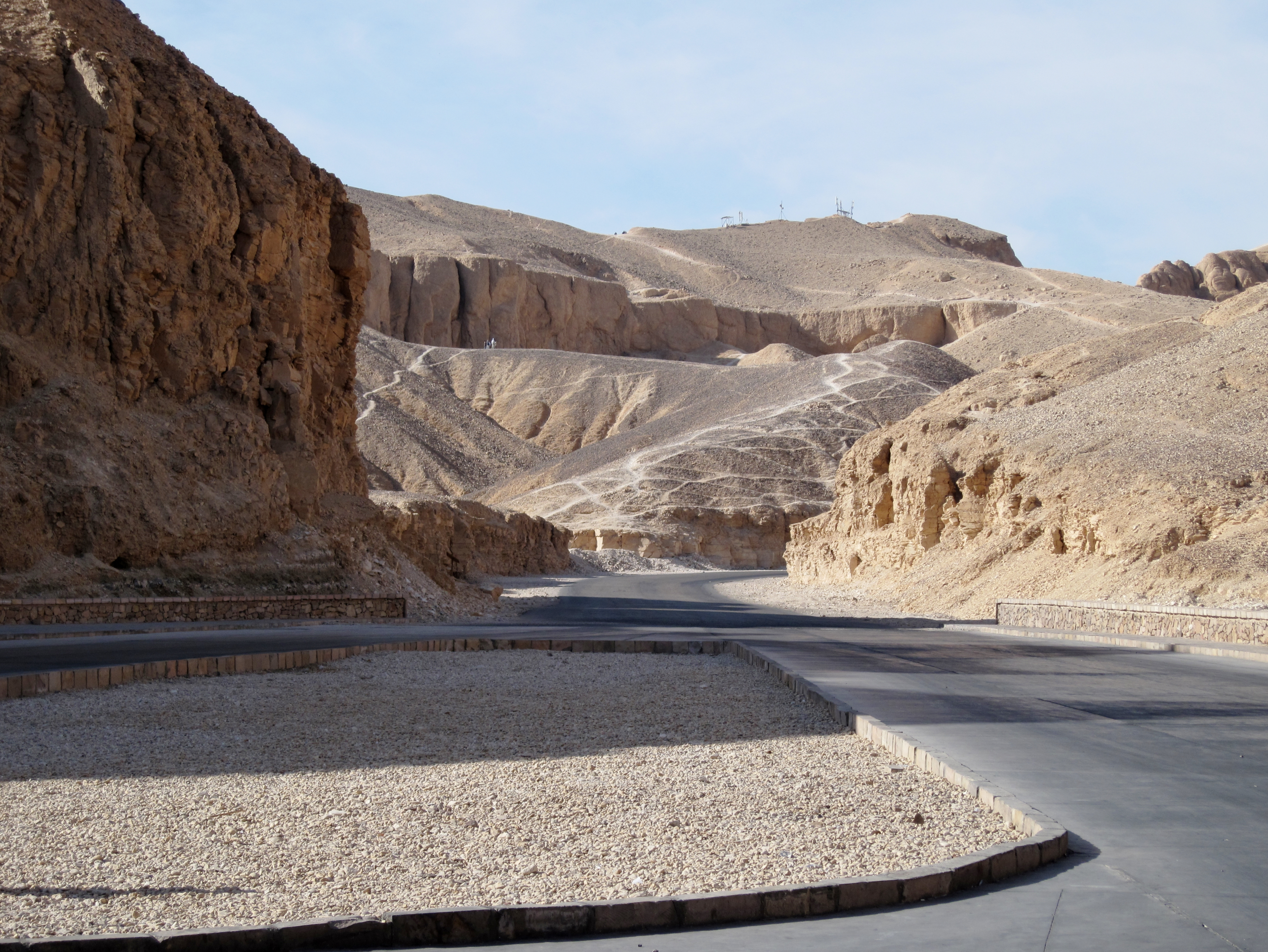
Eingang zum Tal der Könige

In at-Tarif, nordöstlich des Tals, entstanden Saff-Gräber von mindestens drei Königen der 11. Dynastie (Antef I., Antef II., Antef III.). Mentuhotep II. baute den ersten Totentempel im Becken von Deir el-Bahari. Ab der 18. Dynastie entstanden zahlreiche Totentempel (Millionenjahrhäuser) in der Ebene vor dem Felsengebirge mit dem Tal der Könige (Ost- und Westtal). Dazu zählen die Totentempel von:
- Hatschepsut
- Amenophis III.
- Ramses II. (Ramesseum)
- Ramses III. (Medinet Habu)

Thebanische Fürsten der 17. Dynastie ließen sich in Dra Abu el-Naga zwischen at-Tarif und Deir el-Bahari bestatten. Auch die ersten Herrscher der 18. Dynastie ließen sich wahrscheinlich in Theben-West bestatten. Das erste eindeutig identifizierte Grab im Tal der Könige (KV38) stammt von Pharao Thutmosis I. (1506–1494 v. Chr.). Thutmosis III. verstarb am 17. Februar 1425 v. Chr. Seine Grabstätte (KV34) liegt in einer engen Nebenschlucht. Das Grab von Pharao Ramses I., dem Begründer der 19. Dynastie befindet sich dort, seine Mumie jedoch nicht. Sethos I. (Regierungszeit 1290–1279 v. Chr.), zweiter Herrscher der 19. Dynastie, hat sein Grab im Tal der Könige. Ramses XI. (20. Dynastie) war der letzte Herrscher, der sein Grab im Tal baute, er benutzte es allerdings nicht. In seiner Zeit wurden bereits viele Gräber geplündert. Eine systematische Graböffnung und die Suche nach Gold erfolgte schon in der 21. Dynastie, wahrscheinlich von oberster Stelle verordnet. Um die Mumien zu schützen, wurden sie in der 22. Dynastie unter Scheschonq I. aus den Gräbern entfernt und in anderen Gräbern versteckt. Im 3. Jahrhundert n. Chr. wurden offenstehende Gräber von koptischen Christen als Kapellen benutzt.

### Neuzeit
1708 besuchte Pater Claude Sicard das Tal und deutete es richtig als Begräbnisstätte der Könige. Die nächsten Besucher waren Richard Pococke (1739), James Bruce (1768) und William George Brown (1792), sie lokalisierten etwa 20 Gräber. Mit Napoleon Bonapartes Ägyptischer Expedition begann die systematische Suche und Öffnung von Gräbern. Am 18. Oktober 1817 entdeckte Giovanni Battista Belzoni das Grab Sethos I. und betrat es. Weitere Graböffnungen erfolgten durch John Gardner Wilkinson, James Burton, Robert Hay und Karl Richard Lepsius. Am 9. März 1898 öffnete Victor Loret das Grab Amenophis’ II. (KV35) und fand dort ein weiteres Versteck mit königlichen Mumien. Victor Loret, Harry Burton, Edward Russell Ayrton und Howard Carter gruben weiter erfolgreich im Tal. Am 26. November 1922 öffnete Howard Carter das am 4. November entdeckte und nur teilweise beraubte Grab von Tutanchamun, KV62. Die Mumie der Ahmose Meritamun wurde 1930 in Deir el-Bahari im Grab TT358 von Herbert E. Winlock entdeckt. 1995 legte der US-Ägyptologe Kent Weeks überraschend weitere Gänge in der Anlage von KV5 frei. Die bisherigen Funde von 121 Kammern und die Symmetrie der Anlage bedeuten, dass es sich dabei bisher um das größte im Tal gefundene Grabmal handelt. Die Erforschung ist aber noch nicht abgeschlossen. Im Frühjahr 2005 wurde nahe dem Grab Tutanchamuns eine weitere Grabkammer (KV63) entdeckt. Sie enthielt sieben hölzerne Särge unbekannter Herkunft und zahlreiche versiegelte Tongefäße. Im Januar 2012 wurde die Grabkammer KV64 durch ein Forschungsteam der Universität Basel geöffnet. In einem gut erhaltenen hölzernen Sarg wurde die Mumie einer „Sängerin des Amun“, Nehemes Bastet, gefunden.

## Die Gräber

### Kennzeichnung

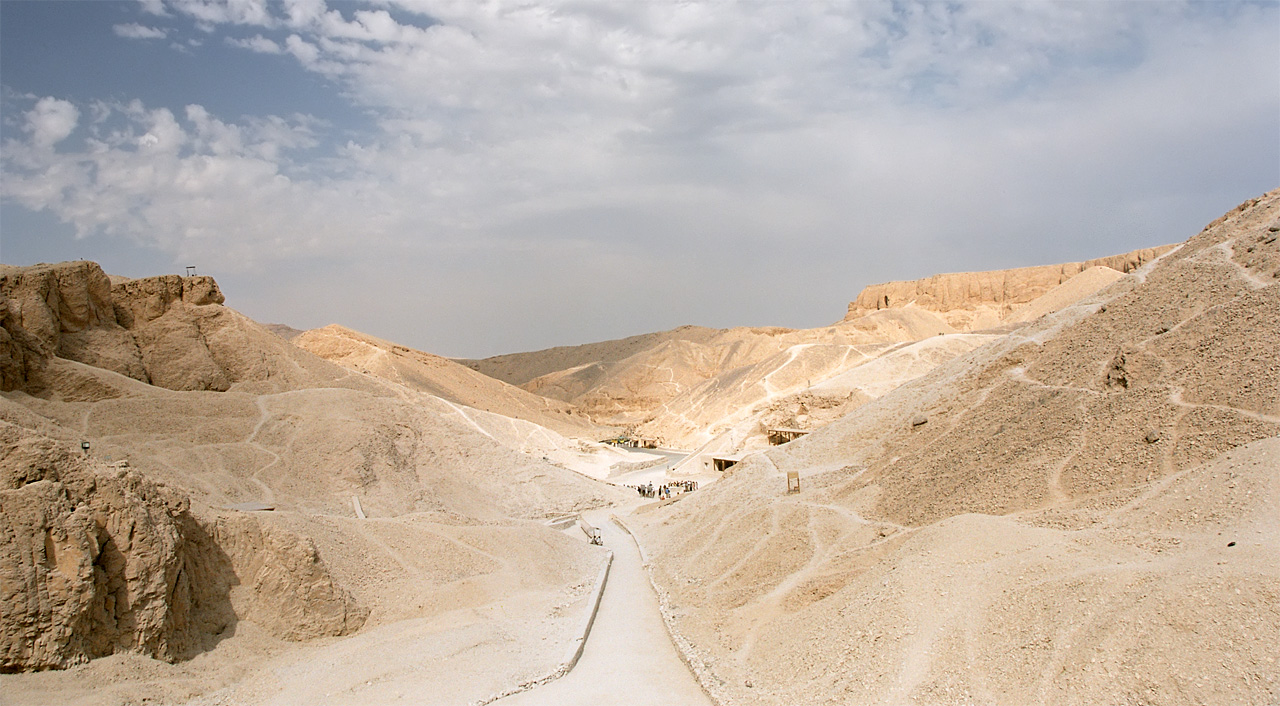
Blick in Richtung Talausgang

Die Gräber im Tal der Könige wurden durchlaufend nummeriert, wobei den Ziffern die Buchstaben KV (englische Abkürzung für Kings Valley) vorangestellt werden. Die Nummerierung geht auf John Gardner Wilkinson zurück, der 1827 mit einem Pinsel und einem Eimer roter Farbe durch das Tal wanderte und jedem Grab, das er fand, eine Nummer gab. Er kam bis zum Grab KV21.
Einige wenige Gräber befinden sich im westlichen Seitental und erhielten das englische Kürzel WV (West Valley). Diese Gräber sind im Theban Mapping Project ebenfalls mit KV-Nr. aufgeführt. Das westliche Tal ist auch als Wadi el-Gurud („Tal der Affen“) bekannt und bezieht sich dabei auf WV23, das Grab des Eje, welches von Giovanni Battista Belzoni aufgrund der Darstellungen im Grab die Bezeichnung „Affengrab“ erhalten hatte.
Insgesamt 20 angefangene Gräber oder Gruben erhielten statt einer Nummerierung mit Ziffern eine Bezeichnung mit Buchstaben, wie beispielsweise WVA oder KVF. Sie werden allgemein als Embalming Pits/Caches bezeichnet.

## Tourismus

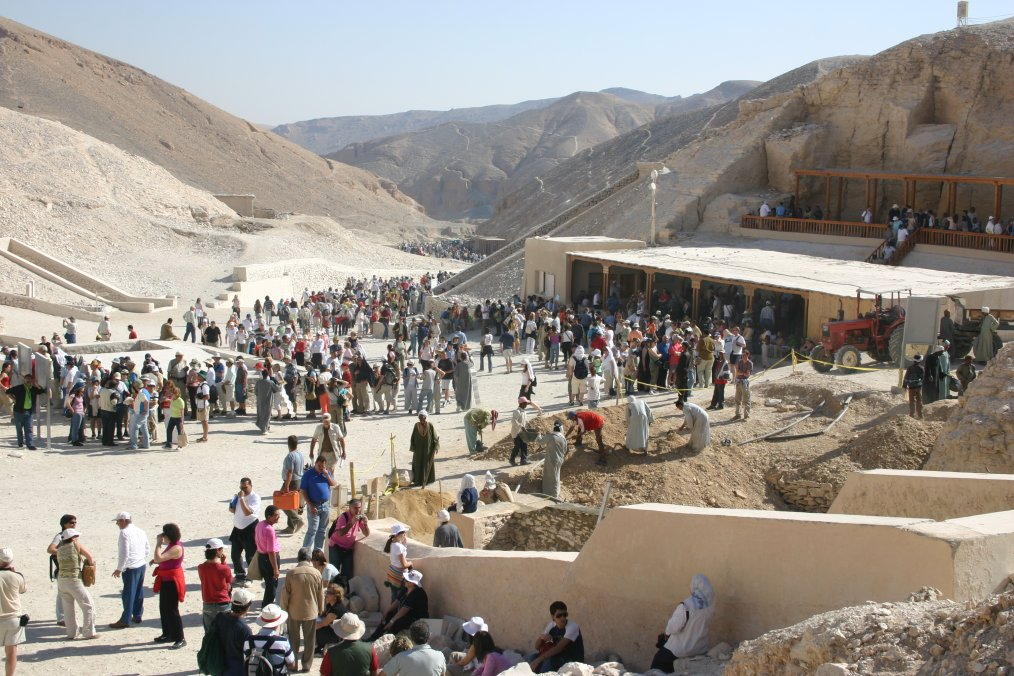
Touristen in der Nekropole

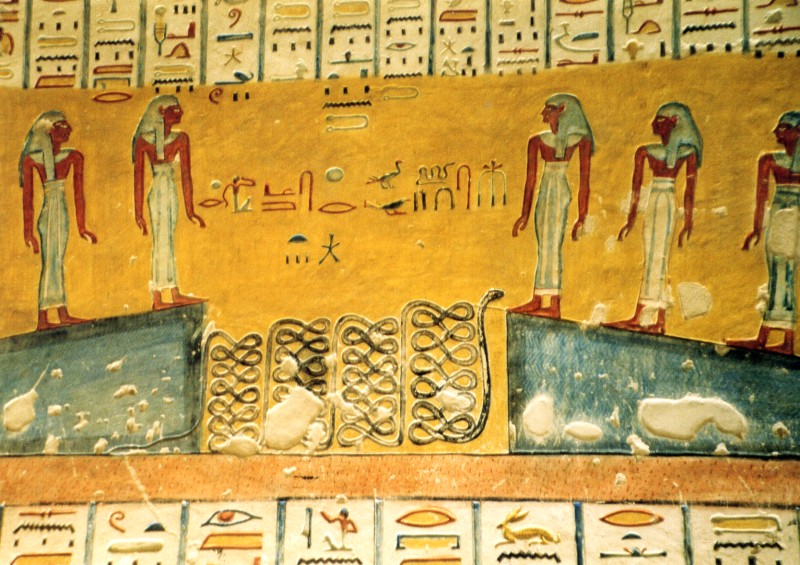
Darstellung der 4. Stunde des Pfortenbuches im Grab Ramses’ IV. (KV2)

Das Tal der Könige ist einer der Hauptanziehungspunkte für Touristen in Ägypten. Nur ein kleiner Teil der Gräber kann besichtigt werden, da aus konservatorischen Gründen ein wechselnder Teil gesperrt ist. Einige Gräber wie das von Sethos I. (KV17) sind seit Jahren für Besucher geschlossen. Eintrittskarten berechtigen derzeit zum Besuch von drei Gräbern, es wird von der Verwaltung nahegelegt, sich nur 10 Minuten in dem jeweiligen Grab aufzuhalten. Für das Grab des Tutanchamun muss ein Extraticket gelöst werden.
Das Fotografieren und Filmen unterlag im Tal der Könige strengen Beschränkungen. Seit Dezember 2009 war es nicht mehr erlaubt, Kameras mit in das Tal zu nehmen. Ab dem Jahr 2018 war das Fotografieren ohne Blitz gegen Kauf einer Fotogenehmigung zum Preis von etwa 15 Euro wieder möglich. Derzeit ist das Fotografieren ohne Fotogenehmigung möglich (Stand: August 2024).
Um die Königsgräber vor weiterer Zerstörung zu schützen und für die Zukunft zu erhalten, ist geplant, von den wichtigsten originalgetreue Kopien zu erstellen, die stattdessen besichtigt werden können. Dazu zählen das Grab Sethos I. (KV17), das Grab Tutanchamuns (KV62) und das Grab der Königin Nefertari (QV66) im Tal der Königinnen.
Weitere Sehenswürdigkeiten in der näheren Umgebung (teilweise in Laufweite) sind:
- Deir el-Bahari
- Deir el-Medina (Arbeitergräber)
- Gräber der Noblen (Qurna, Qurnet Murrai, al-Asasif, Dra Abu el-Naga)
- Medinet Habu
- Memnonkolosse
- Ramesseum
- Tal der Königinnen
- Totentempel der Hatschepsut